# Darma Sakti
Darma Sakti is een bestuurslaag in het regentschap Musi Rawas van de provincie Zuid-Sumatra, Indonesië. Darma Sakti telt 2025 inwoners (volkstelling 2010).